# Superwoobinda
Superwoobinda è una raccolta di racconti di Aldo Nove pubblicata nel 1998, ampiamente analizzata anche dalla critica internazionale. È diviso in due parti, la prima consiste fondamentalmente nella sua terza opera Woobinda (pubblicata da Castelvecchi due anni prima, nel 1996) che contiene 50 racconti, la seconda è divisa in due capitoli e contiene 52 racconti. La raccolta è uno dei libri più rappresentativi del movimento letterario italiano definito dal gruppo di scrittori detti Cannibali.
Se nella prima parte sono presenti molteplici protagonisti, uno diverso per ogni racconto, i racconti della seconda hanno quasi sempre come protagonista l'autore stesso.

## Woobinda
Con Woobinda, Nove vuole raccontare il mondo che lo circonda, evidenziando le caratteristiche più universalmente condannabili eppure così morbosamente diffuse della società, sempre più legata al consumismo e con un rapporto innaturale con la televisione. Nei protagonisti dei suoi racconti emerge una forte alienazione caratterizzata da perversioni, crudeltà, pornografia e perdizioni. Sin da quando è uscito, nel 1996, il libro ha suscitato un notevole interesse nel pubblico, perlopiù giovanile. Uno dei racconti contenuti in Woobinda, Il mondo dell'amore, è stato inserito nell'antologia Gioventù cannibale insieme ad altri racconti di altri autori emergenti di quel periodo. Il titolo del libro è un omaggio all'omonima serie televisiva australiana Woobinda, la quale viene citata insieme alla relativa sigla in uno dei racconti della raccolta.

## Edizioni
- Aldo Nove, Superwoobinda, Einaudi, 1998,  p. 203, ISBN 978-88-06-18370-7.